# Rafael Luongo
Rafael Luongo fue un futbolista argentino. Jugaba como defensor y su primer equipo fue Dock Sud.

## Carrera

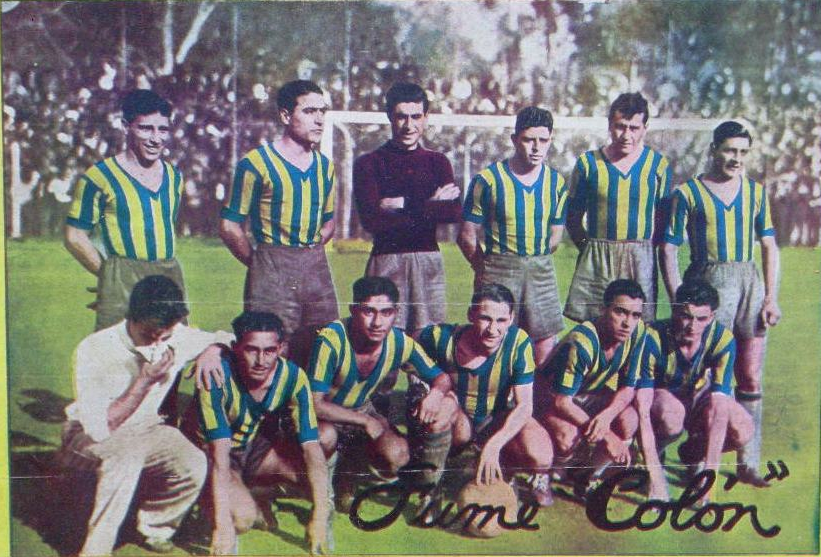
Rosario Central campeón 1937. Parados: Rafael Luongo, Justo Lescano, Pedro Aráiz, Ignacio Díaz, Germán Gaitán, Alberto Espeche; hincados: Rosario Gómez, Ricardo Cisterna, Benjamín Laterza, Salvador Laporta, Aníbal Maffei.

En su temporada debut disputó el Campeonato de Primera División 1934 con el Docke; al año siguiente fue contratado por Rosario Central, club que aún se encontraba disputando los torneos de la Asociación Rosarina de Fútbol con su primer equipo. Su bautismo con los canallas sucedió el 7 de abril de 1935, cuando en la jornada inaugural del Torneo Preparación Central derrotó 5-1 a Tiro Federal. Fue habitual titular durante ese año compartiendo la línea media con Germán Gaitán y Alberto Espeche. En 1936 fue partícipe de la obtención del primer título para el club en la era profesional, al coronarse en el Torneo Preparación de dicha temporada, ganado a Newell's Old Boys en partido desempate (3-2, el 19 de julio). En los dos años siguientes Rosario Central reafirmó su superioridad en la liga rosarina, ganando el Torneo Gobernador Luciano Molinas en sus ediciones de 1937 y 1938 y el Torneo Hermenegildo Ivancich de 1937. Tras estos nuevos logros, Luongo dejó el club, totalizando 75 presencias y 7 goles convertidos.
Retornó al fútbol de Buenos Aires, jugando para Huracán en 1939, para Tigre en 1940 y nuevamente para Dock Sud en 1941.

## Clubes
| Club            | País      | Año       |
| --------------- | --------- | --------- |
| Dock Sud        | Argentina | 1934      |
| Rosario Central | Argentina | 1935-1938 |
| Huracán         | Argentina | 1939      |
| Tigre           | Argentina | 1940      |
| Dock Sud        | Argentina | 1941      |

## Palmarés
| Equipo          | Liga     | País      | Título             | Año  |
| --------------- | -------- | --------- | ------------------ | ---- |
| Rosario Central | Rosarina | Argentina | Torneo Preparación | 1936 |
| Rosario Central | Rosarina | Argentina | Torneo Molinas     | 1937 |
| Rosario Central | Rosarina | Argentina | Torneo Ivancich    | 1937 |
| Rosario Central | Rosarina | Argentina | Torneo Molinas     | 1938 |